# Aprenentatge digital
L'aprenentatge digital és el procés cognitiu de desenvolupament personal on intervé de manera significativa l'ús de la tecnologia.

## Definició
L'aprenentatge digital es caracteritza per:
- Ser aquell aprenentatge lliurat a l'usuari a través de l'ús d'ordinadors utilitzant tecnologia estàndard d'Internet.
- Enfocar-se en la visió més àmplia de l'aprenentatge que va més enllà dels paradigmes tradicionals de capacitació.
- Treballar en xarxa, cosa que fa capaç de ser instantàniament actualitzat, emmagatzemat, recuperat, distribuït i permet compartir instrucció o informació.
- Situar l'estudiant en el centre i el converteix en una figura central entorn de la qual pivoten la institució i l'acció docent.
- Ser una experiència transformadora.

Alhora, Mayer exposa que hi ha 10 tipus d'ambients d'aprenentatge basat en la tecnologia. Aquests són:
1. Captació computacional
2. Multimèdia
3. Estimulació interactiva
4. Hipertext o hipermèdia
5. Sistemes de tutoria independent
6. Recuperació d'informació basada en la indagació
7. Agents pedagògics animats
8. Ambients virtuals com agents
9. Jocs educatius seriosos
10. Aprenentatge col·laboratiu respatllat per la computadora

## Història i contextualització
En la societat industrial es concebia l'aprenentatge com un procés d'adquisició de coneixement, i l'aprenent, és com una tabula rosa, un contenidor que cal omplir. La metàfora del <<contenidor>> considera l'aprenentatge com un procés d'adquisició i el coneixement és percebut com una propietat i una possessió de la ment individual.
Així i tot, aquesta concepció de l'aprenentatge no és factible en la societat de la informació, la qual comprèn des de mitjans del segle XX i el segle xxi. Aquesta societat es caracteritza perquè el coneixement evoluciona constantment de forma ràpida i complexa. És per això que la concepció de contenidor avui dia no té sentit. Per tant, es rescaten idees oposades com les exposades per la perspectiva constructivista, la qual considera que existeix un món real que experimentem, i en el qual nosaltres imposem el significat. L'acceptació d'aquest principi implica entendre l'educació com un procés que no se centra en la transmissió d'informació, sinó que es focalitza en el desenvolupament d'habilitats per construir i reconstruir coneixements en resposta a la demanda d'un determinat context o situació.
Seguint aquesta línia trobem les idees de Morin, qui afirma, que l'ensenyament actualment ha de convertir-se en un ensenyament educatiu; no es tracta de transmetre el pur saber, sinó una cultura que permeti entendre la nostra condició i ajudar-nos a viure.
Un altre autor important en aquesta concepció de l'aprenentatge es Dewey, el qual també reivindicava el paper de les experiències. Dewey afirma que una situació educativa és resultat de la interacció entre les condicions objectives del mitjà social i les característiques internes d'aquell qui aprèn, posant èmfasi en una educació que desenvolupi les capacitats reflexives i el pensament, el desig de continuar aprenent, i els ideals democràtics i humanitaris.
A continuació, passem a enfocar-nos, més concretament, a les aportacions d'autors que parlen de la incorporació de les noves tecnologies en l'àmbit educatiu. Primerament, trobem la teoria de Mayer, la qual parla sobre com s'aprèn amb tecnologies i es sustenta en 3 principis basats en l'àrea de la ciència cognitiva. Aquests principis són:
- Canals duals: es processa la informació visual i verbal per canals separats.
- Capacitat limitada: només es pot processar poc material de cop a cada un dels canals.
- Processament actiu: l'alumne s'involucra en el procés cognitiu, posant atenció al material rellevant, organitzant-lo, representant-lo i integrant-lo a coneixements previs rellevants.

Mayer, també fa una distinció entre dos enfocaments d'aprenentatge amb tecnologia. El primer centrat en l'ús de la tecnologia per tal d'oferir accés als estudiants i docents a les tecnologies més punteres del moment, sense tenir en compte com aprenen els estudiants – la qual promet molt però acaba fracassant-. I en el segon, l'atenció està centrada en com aprenen els alumnes fent que la tecnologia esdevingui un mitjà per ajudar els alumnes i als docents en el procés d'ensenyament-aprenentatge.
Per altra banda, García i López, arriben a la conclusió que les noves tecnologies poden donar resposta a l'aprenentatge de la diversitat que conviu a les aules, tenint present i donant resposta en tot moment, als diferents punts de partida, als diferents interessos, a les diverses motivacions i a la diversitat de ritmes d'aprenentatge dels alumnes.
Hernando, en canvi, afirma que la tecnologia ha d'estar dirigida a la creació d'entorns personals d'aprenentatge (PLE: Personal Learning Enviroment). Aquests PLEs són conjunts d'eines, fonts d'informació, connexions i activitats de les quals fa ús contínuament cada persona per aprendre. En un PLE els alumnes integren experiències clàssiques, i les noves experiències relacionades amb les eines ecnològiques actuals. Castañeda i Adell afirmen que en aquests entorns personals d'aprenentatge s'integren 3 parts: llegir, fer/reflexionar i compartir.
Per acabar, creiem oportú destacar els principis d'aprenentatge que exposen Istance i Dumont, ja que aquests cal tenir-los en compte a l'hora de crear un entorn d'aprenentatge, per tal, que aquest sigui de qualitat. Aquests principis són:
- L'alumnat és el centre de l'aprenentatge.
- L'aprenentatge és de naturalesa social.
- Les emocions són part integral de l'aprenentatge.
- L'aprenentatge ha de tenir en compte les diferències individuals.
- L'esforç de tot l'alumnat és clau per a l'aprenentatge.
- L'avaluació continuada afavoreix l'aprenentatge.
- Aprendre és construir connexions horitzontals.

## Modalitats i tipus
Existeixen diferents modalitats d'aprenentatge digital. Podem destacar: Autoaprenentatge i aprenentatge dirigit pel tutor/professor. En el primer cas l'alumne és la guia del seu propi aprenentatge, cosa que no passa en l'aprenentatge dirigit.
Dins de l'aprenentatge digital dirigit pel tutor/professor podem trobar dos vessants diferents:
- L'e-learning: vessant totalment en línia. És el terme abreujat de l'e-learning. És considerada una evolució respecte a la formació a distància.
- El b-learning o blended learning: l'ensenyament híbrid o aprenentatge semipresencial. Aquesta modalitat combina la formació en línia amb la presencial.

Tots dos presentes avantatges i inconvenients a l'hora de portar-les a terme.
Pel que fa a l'e-learning cal distingir entre 2 tipus d'e-learning, d'acord amb el tipus d'interacció entre el docent i els estudiants. Aquests són coneguts com models asíncrons, sense coincidència de temps per part dels participants, i síncrons, amb la coincidència de temps per part dels participants.

## Funcions del docent digital (en línia)
El professor/a és el facilitador del procés d'aprenentatge. El docent s'ha de caracteritzar per tutoritzar i guiar el procés d'aprenentatge de l'alumne; ha de ser un intermediari del saber. La funció principal del docent digital és dotar l'estudiant de recursos i estratègies que l'ajudin a desenvolupar el seu propi procés d'aprenentatge, alhora que atén els seus dubtes i necessitats.
Les funcions del docent són:
- Dinamitzador social:
  - Facilitador de la comunicació i la col·laboració
  - Propiciar mitjançant el fòrum els interessos i motivacions de l'alumnat
  - Crear debats on els alumnes tinguin llibertat d'expressió
  - Incloure tasques de treball cooperatiu perquè els alumnes interactuen entre ells
- Planificador i organitzador
- Seguidor dels nivells d'activitat
- Suport tècnic i administratiu
- Dinamitzador de l'aprenentatge i dissenyador de propostes docents innovadores, organitzador de les activitats i facilitador de continguts, materials, recursos, etc.
- Gestor i dinamitzador de la informació de la xarxa
- Proveïdor d'eines
- Facilitador d'ajuda i suport en relació amb el contingut, la metodologia i l'entorn tecnològic i educatiu. En aquesta línia, es destaquen les funcions següents:
  - Assessorar, orientar i aconsellar
  - Formular problemes i resoldre dubtes
  - Facilitar la integració en l'entorn tècnic-humà formatiu
  - Ajudar la superació de la possible sensació d'aïllament
  - Detectar necessitats acadèmiques dels estudiants i guiar-los en l'itinerari acadèmic
- Administrador del sistema
- Coordinador d'equips de treball
- Supervisor i avaluador

## Avantatges i inconvenients
| Avantatges    | - Motivació, permet presentar missatges d'ensenyament multimèdia, és a dir, missatges d'ensenyament amb text i imatges - Permet un nivell d'interactivitat - Poder computacional - Creació d'imatges i la recopilació d'informació que d'una altra manera no serien possibles - Fomenta un aprenentatge significatiu - La tecnologia ajuda a millorar l'educació dels estudiants perquè se centra i s'adapta a cada un d'ells - Facilita l'autonomia dels mateixos alumnes, així com la seva implicació en el mateix procés d'aprenentatge i aproxima els docents als estudiants - S'aprén i es treballa en xarxa - L'alumne adquireix un paper actiu en el seu procés d'ensenyament-aprenentatge - Difumina els límits del temps i la rigidesa de l'espai de formació - És suggestiu i motivador - Hi ha nombroses possibilitats per accedir, representar, processar, transmetre i compartir informació actualitzada. - Tota la interacció queda emmagatzemada, organitzada i disponible de manera permanent, cosa que en facilita l'accés - Els estudiants tendeixen a aprendre més ràpidament i de manera menys repetitiva - Alt grau d'interdisciplinarietat - Estalvia costos i desplaçament - Fomenta l'aparició d'autèntiques comunitats d'autoconeixement, ús del coneixement i producció |
| Inconvenients | - Addiccions - Aïllament social, hi ha un xoc entre allò què anomenem alumnat digital i professorat analògic. - Problemes d'ansietat, sedentarisme i problemes físics - Impersonalitat - Grans esforços personals i professionals - Capacitat de comunicació molt elevada - De vegades és difícil discernir la validesa i actualitat dels continguts dels materials o informació disponibles a la xarxa - El fet d'enfrontar-se sol a l'estudi comporta una major vulnerabilitat i una major taxa d'abandonament que en l'aprenentatge professional - Requereix un alt grau de responsabilitat i autonomia, les quals poden variar en funció de les característiques de l'estudiant - Pot resultar molest o "pesat" quan el material i la interacció es basa únicament en el text - Requereix una inversió de temps més gran per part del professor i l'estudiant - Requereix més treball i esforç convencional que la convencional - Requereix unes infraestructures mínimes: equip adequat, connexió mínima, antivirus, programes,... - Hi pot haver problemes tècnics que repercuteixin en l'aprenentatge - Requereix conèixer el llenguatge virtual i tenir estratègies comunicatives per a optimitzar l'intercanvi - El professor i l'estudiant necessiten unes competències tecnològiques mínimes - Una ràtio excessiva pot disminuir la qualitat de la formació - Molts cursos i continguts són de baixa qualitat. |

## Aplicacions i eines
Dues eines que tenen en compte la personalització de l'aprenentatge i la metacognició són el portafoli digital i la carpeta d'aprenentatge:
El portafoli digital consisteix a emmagatzemar aspectes clau del procés d'aprenentatge de l'estudiant, també poden servir per recollir evidències per a l'avaluació. El procés d’elaboració es pot concretar en quatre fases: col·leccionar les evidències, seleccionar les que exemplifiquen millor les competències, reflexionar, tot analitzant la relació d’aquestes evidències amb l'aprenentatge i, finalment, presentar-lo a una audiència determinada.
La carpeta d'aprenentatge permet recollir les diferents activitats que fa l’alumnat al llarg de l’aprenentatge d’un tema, els seus objectius i les reflexions sobre el que encara no sap prou bé, què farà per revisar els errors i què va millorant a mesura que avança en el coneixement. Pot incloure qualsevol producció realitzada, individualment o en petit grup, acompanyada d'una reflexió personal del tipus "diari de classe".

## Plataformes
Les plataformes educatives són un espai virtual on el professor pot publicar tots els materials del curs, realitzar videoconferències, incloure fòrums, wikis, rebre tasques de l'estudiant, promoure debats i obtenir dades per a l'avaluació. Existeixen una multitud de plataformes i webs d'accés lliure que fan gastar el model d'aprenentatge virtual. Entre elles trobem:
- Miriada X és la plataforma més gran de cursos en línia en espanyol.
- Coursera és una plataforma de cursos en línia desenvolupada per universitats nord-americanes.
- Duolingo és una plataforma destinada a aprendre idiomes específics per a hispanoparlants.
- EdX és una plataforma de cursos en línia en diversos idiomes.
- Future Learn és una plataforma amb multitud de cursos en línia del Regne Unit.